# Автошлях Т 2538
Автошля́х Т 2538 — автомобільний шлях територіального значення у Чернігівській області. Пролягає територією Прилуцького та Варвинського районів від перетину з Р67 через Макіївку — Журавку. Загальна довжина — 13,3 км.

## Маршрут
Автошлях проходить через такі населені пункти:
| Автошлях Т 2538      |        |
| Чернігівська область |        |
| Прилуцький район     |        |
|                      | Р67    |
| Мокляки              |        |
| Нова Гребля          |        |
| Варвинський район    |        |
| Макіївка             |        |
| Кулішівка            |        |
| Журавка              | Т 2530 |